# Hargeville
Hargeville település Franciaországban, Yvelines megyében. Lakosainak száma 424 fő (2022. január 1.). Hargeville Arnouville-lès-Mantes, Goupillières, Goussonville, Jumeauville és Saint-Martin-des-Champs községekkel határos.

## Népesség
A település népességének változása:
| Lakosok száma | 436  | 441  | 449  | 446  | 446  | 454  | 444  | 434  | 424  |
|               | 2013 | 2015 | 2016 | 2017 | 2018 | 2019 | 2020 | 2021 | 2022 |